# Silvio Bandini
Silvio Bandini (Courù, 8 dicembre 1913 – Roma, 13 novembre 2000) è stato un calciatore italiano, di ruolo attaccante.

## Biografia
Reggiano di origine, nasce in Germania in una località imprecisata il cui nome viene italianizzato in Courù ed è così riportato sui suoi documenti.

## Carriera
Esordisce nella Reggiana, disputando 3 partite nel campionato di Prima Divisione 1933-1934. Dopo una stagione alla Rubierese milita nel Carpi, sempre in terza serie, prima di passare al Siena. Con i toscani vince il campionato di Serie C 1937-1938, e l'anno successivo debutta nella serie cadetta, dove colleziona 35 presenze in due stagioni.
Nel 1940 fa ritorno alla Reggiana, sempre in Serie B, e vi disputa 20 partite realizzando 7 reti. Dopo un biennio al Savona, nel campionato di guerra 1943-1944 è al Piacenza, con cui scende in campo in 3 occasioni. Finita la guerra torna per un biennio al Carpi e poi chiude la carriera nel Tuscania.

## Dopo il ritiro
Terminata la carriera di calciatore, diventa imprenditore fondando un'azienda attiva nel ramo degli stucchi e dei mastici per carrozzerie automobilistiche.

## Palmarès
- Campionato italiano Serie C: 2

Siena: 1937-1938
Carpi: 1945-1946 (girone I)